# Bystra (Radziechowy-Wieprz)
Bystra ist eine Ortschaft mit einem Schulzenamt der Gemeinde Radziechowy-Wieprz im Powiat Żywiecki der Woiwodschaft Schlesien in Polen.

## Geographie

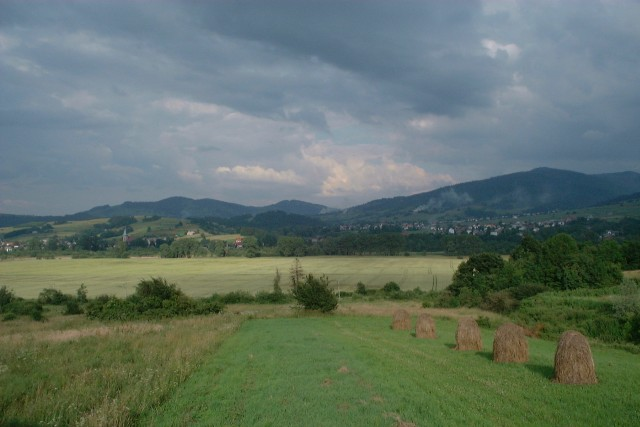
Ortsansicht

Der Ort liegt im Saybuschen Becken (Kotlina Żywiecka) unter den Saybuschen Beskiden an der Mündung des Bachs Bystra in den Bach Juszczynka.
Die Nachbarorte sind Wieprz und Juszczyna im Norden sowie Brzuśnik im Westen.

## Geschichte
Seit 1467 gehörte die Herrschaft Saybusch der Adelsfamilie Komorowski, die eine Besiedlungsaktion begann. Der Ort wurde etwa an der Wende des 15. Jahrhunderts von Walachen auf Rodungsland gegründet. Andrzej Komoniecki (* 1678; † 1729) erwähnte den Ort in seiner Chronik unter dem Jahre 1508 und es wurde für die erste Erwähnung gehalten.
Bei der Ersten Teilung Polens kam Bystra 1772 zum neuen Königreich Galizien und Lodomerien des habsburgischen Kaiserreichs (ab 1804).
1918 nach dem Ende des Ersten Weltkriegs und dem Zusammenbruch der k.u.k. Monarchie wurde Bystra ein Teil Polens. Unterbrochen wurde dies nur durch die Besetzung Polens durch die Wehrmacht im Zweiten Weltkrieg. Es gehörte dann zum Landkreis Saybusch im Regierungsbezirk Kattowitz in der Provinz Schlesien (seit 1941 Provinz Oberschlesien).
Von 1975 bis 1998 gehörte Bystra zur Woiwodschaft Bielsko-Biała.